# Glinjeni, Fălești
Glinjeni este un sat din raionul Fălești, Republica Moldova.

## Istorie

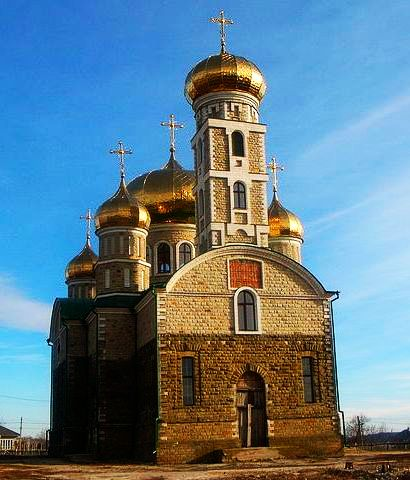
Mănăstirea „Sf. Treime” din localitate.

Satul Glinjeni a fost atestat pentru prima dată în anul 1634:
„Din mila lui Dumnezeu, noi, Io Moisi Moghila voievod, domn al Țării Moldovei. Facem cunoscut cu această carte a noastră tuturor celor care o vor vedea sau o vor auzi citindu-se că acest adevărat boier credincios al nostru, Pătrașco Ciogolea al treilea logofăt și fratele lui, sluga noastră credincioasă, Miron Ciogolea și tatăl lor au slujit drept și credincios răposatului părinte al domniei mele Simion Moghila voievod și unchiului domniei mele Eremia Moghila voievod și vărului primar al domniei mele Constantin Moghila voievod, iar acum au slujit domniei mele drept și credincios. De aceea noi, văzând dreapta și credincioasa lor slujbă către noi i-am miluit cu deosebita noastră milă și le-am dat și i-am miluit de la noi, în țara noastră, Moldova, cu patru sate, anume Dușmanul Mare și Dușmanul Mic, și Logofeteni și Gligeni și de asemenea niște părți de ocină din satul Pătrușeni, părțile lui Balica hatman, cât se va alege, ce sânt în ținutul Iași, ...

...

A scris Cârstea Damian, la Iași, în anul 7142 <1634> martie 12.”
Vin cu hotarnică de la 1781 pe moșia numită Glinjenii întărită prin pecetea domnului Vasile Voevod.
Pun aceste pietre chiotoare, una cauta-napoi pe lungu moșii Glinjenii și alta ci caută pi din gios și pin capul moșiei Glinjeni. Pun altă piatră hotar în coasta dealului Zămbroae, lângă un stejar din gios care desparte Glinjenii pi cap și de-a curmeziș de moșie Coșcodenii răzășască.
Altă piatră pun în deal la curmătură parte din gios și de acolo peste cracul Ciulucului.
Satul Glinjeni s-a format între 4 dealuri, deoarece era un loc dosit de vânturi și ploi puternice. Primele familii au fost: Țurcanu, Marcoci, Corlăteanu și Cibotaru.
Satul Glingeni aparținea moșiei mănăstirii „Sf. Ecaterina” de pe muntele „Șinai” (1668), plătind tribut pe an acestei mănăstiri 1000 oi, 1000 stupi și 500 purcei.
Sat așezat în Valea Ciulucul Chișcărenilor, făcând partea din volostea Chișcăreni. Un sat de 348 case și 2987 locuitori, biserica cu Hramul Adormirii, o școală elementară rusească. Întemeiată la 1668 într-o regiune de colină.
Deja la 1902 erau înregistrate 800 case cu o populație de 4225 locuitori (2079 bărbați și 2146 – femei). Pentru comparație, la o sută de ani aspectul demografic se prezintă astfel: 3438 locuitori (1666 bărbați și 1772 femei), aici locuind în marea majoritate moldoveni declarați conform formularului 3398 și 23 români.
Represiunile staliniste s-au abătut asupra satului în 1941 când Timofei Lazarchevici este inclus în lista persoanelor pentru a fi deportate doar din motivul că a fost funcționar al statului român, adică șef de post.
Localitatea se mai face cunoscută în acel an prin prezența următorilor comercianți: Audșe Sașpar – proprietar de cârciumă și băcănie, Vladimir Jitariuc și Gheorghe Dombrovschi, Ioan Bălțatu – măcelărie și Ilie Cazacu – băcănie.

## Administrație și politică
Componența Consiliului local Glinjeni (13 consilieri), ales la 5 noiembrie 2023, este următoarea:
|  | Partid                                       | Consilieri | Componență | Componență | Componență | Componență | Componență | Componență | Componență | Componență |
|  | -------------------------------------------- | ---------- | ---------- | ---------- | ---------- | ---------- | ---------- | ---------- | ---------- | ---------- |
|  | Partidul Nostru                              | 8          |            |            |            |            |            |            |            |            |
|  | Partidul Acțiune și Solidaritate             | 3          |            |            |            |            |            |            |            |            |
|  | Partidul Socialiștilor din Republica Moldova | 1          |            |            |            |            |            |            |            |            |
|  | Platforma Demnitate și Adevăr                | 1          |            |            |            |            |            |            |            |            |

## Galerie de imagini

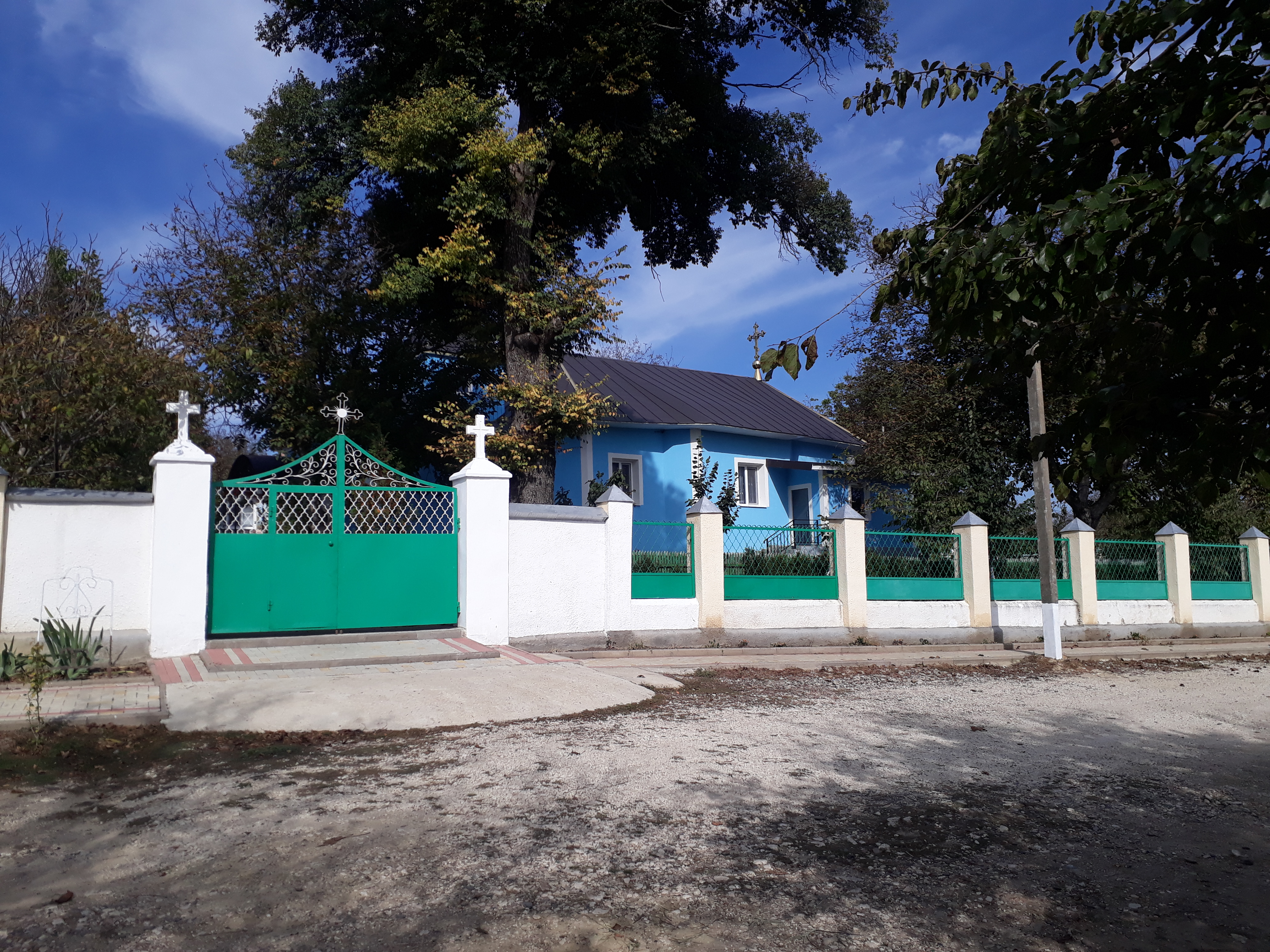
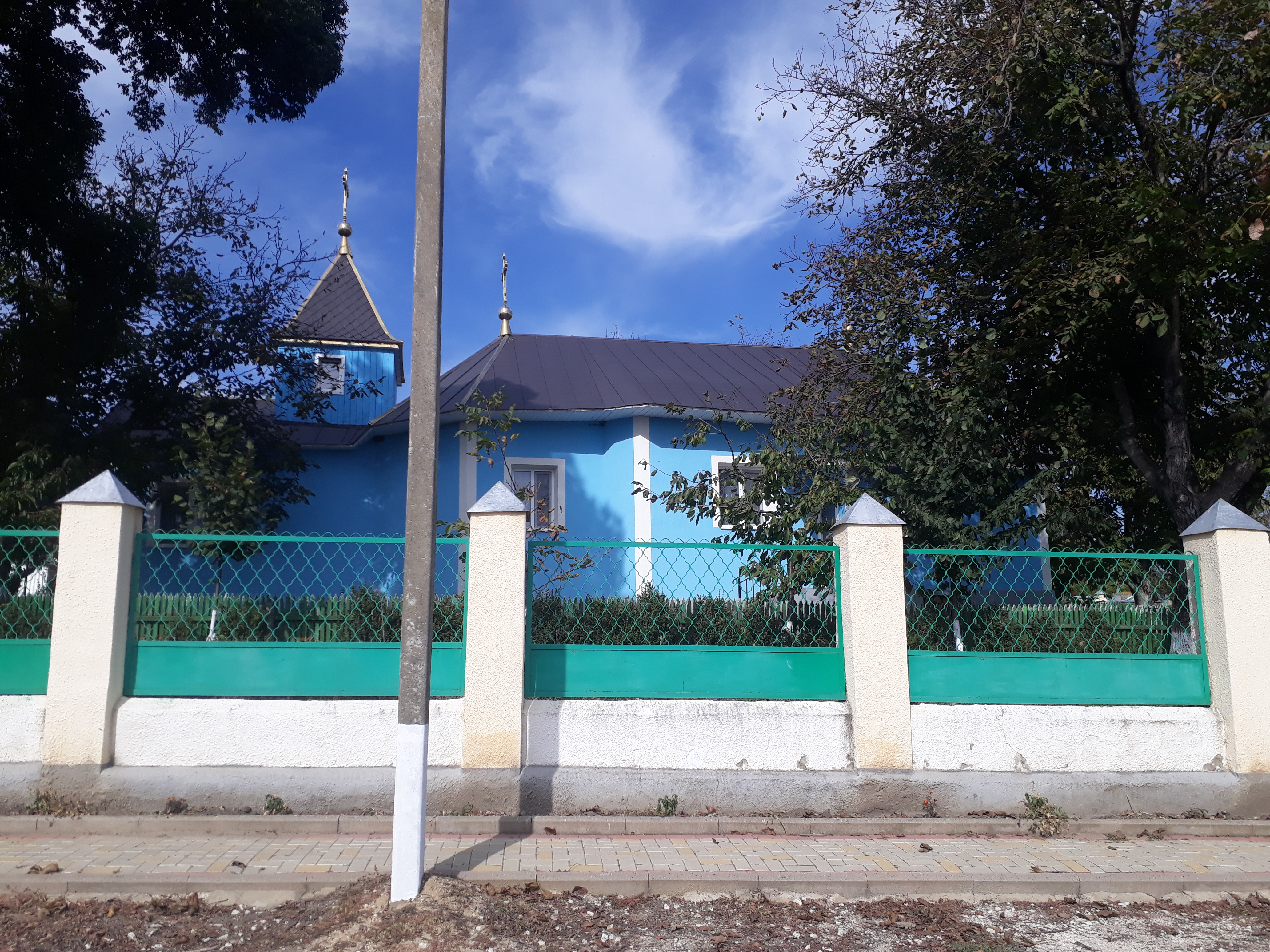
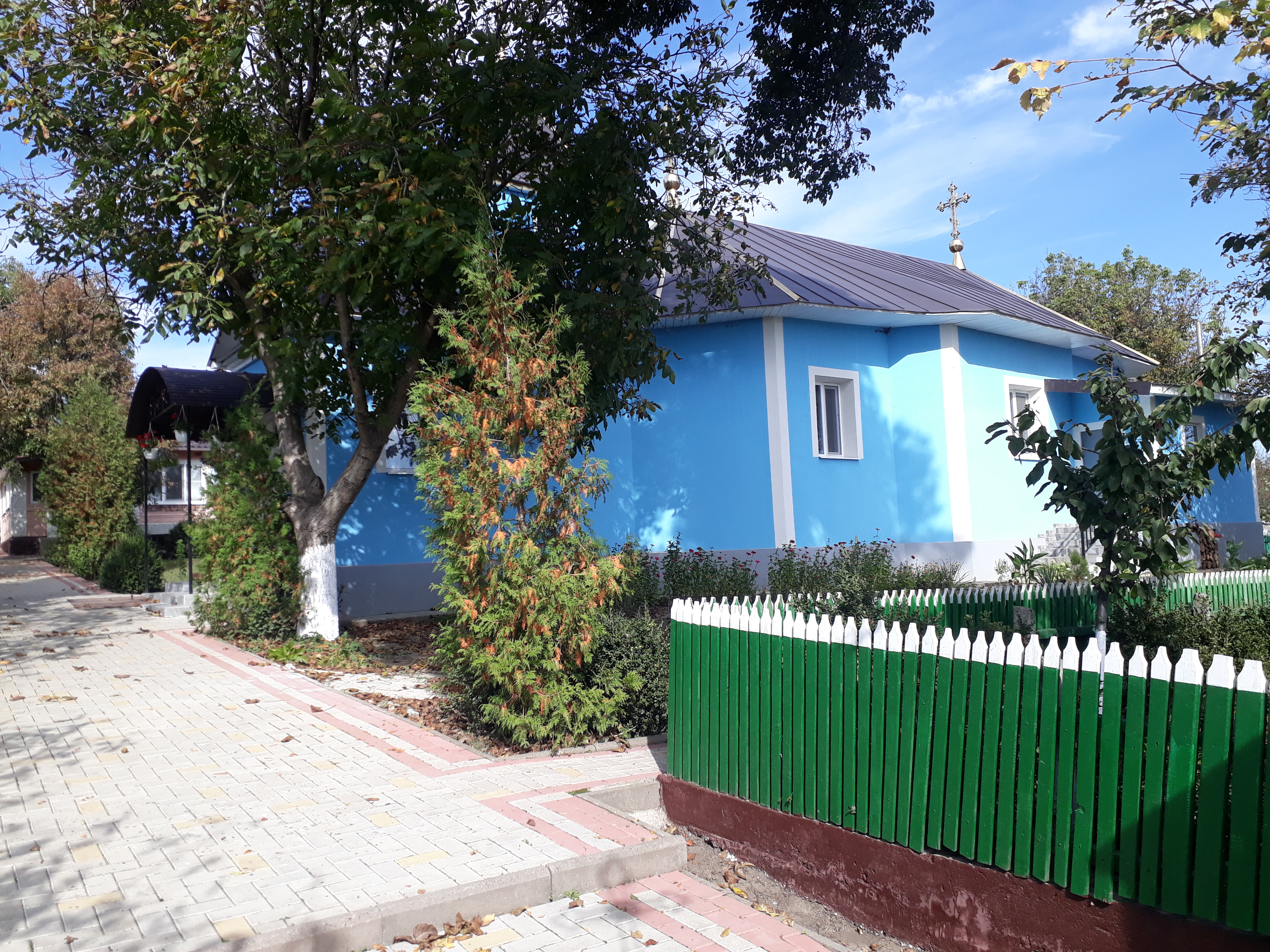
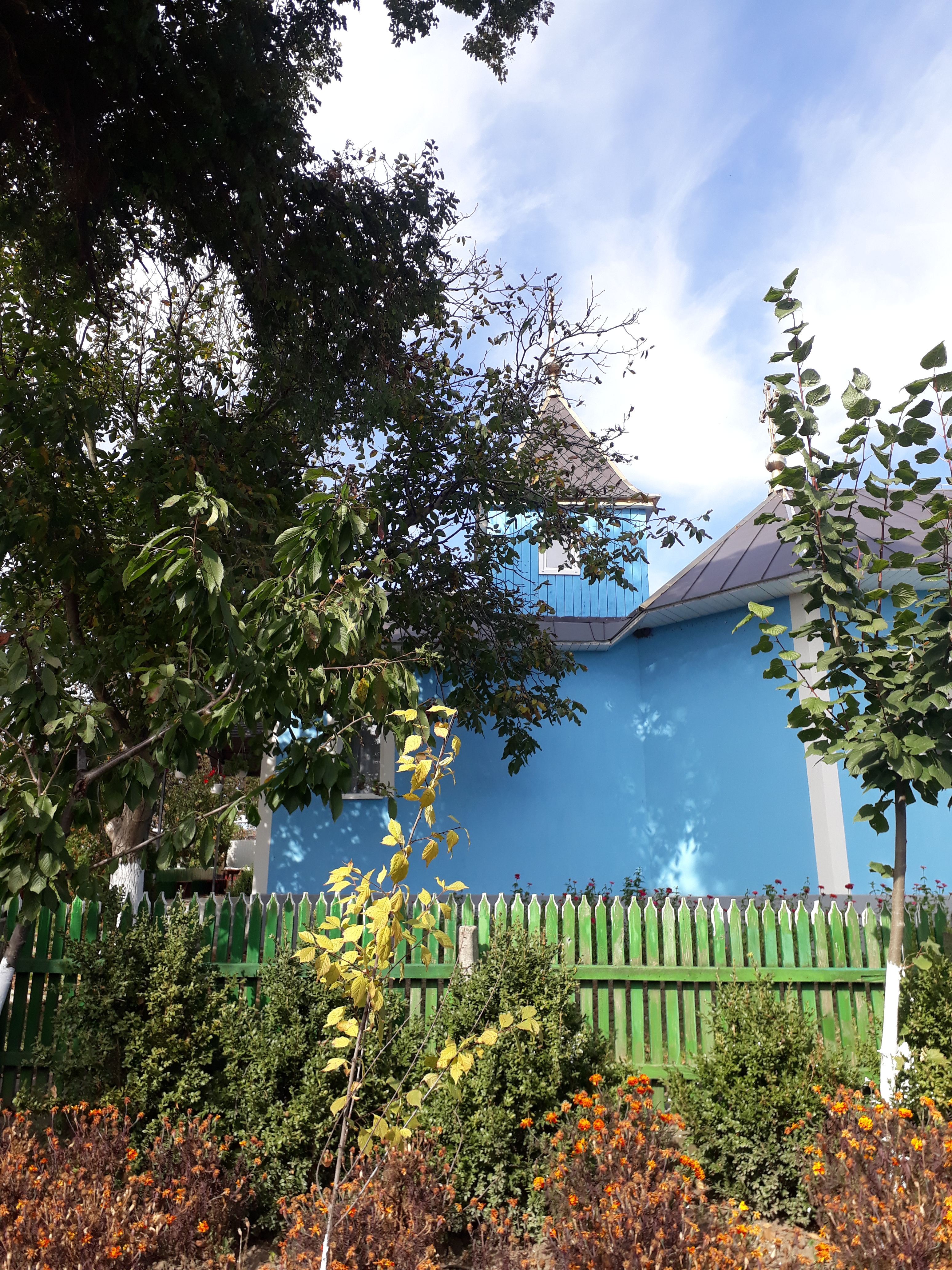

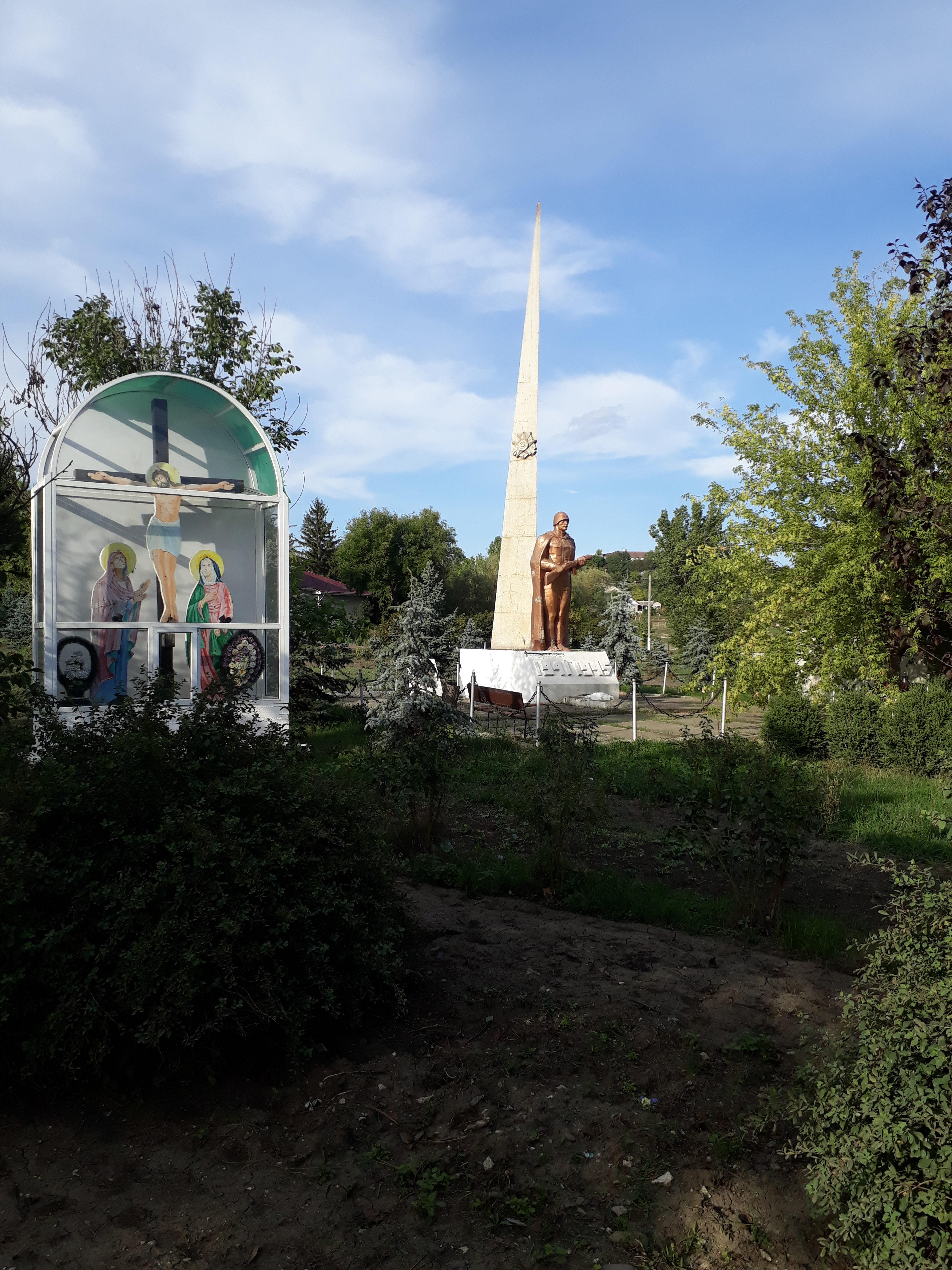
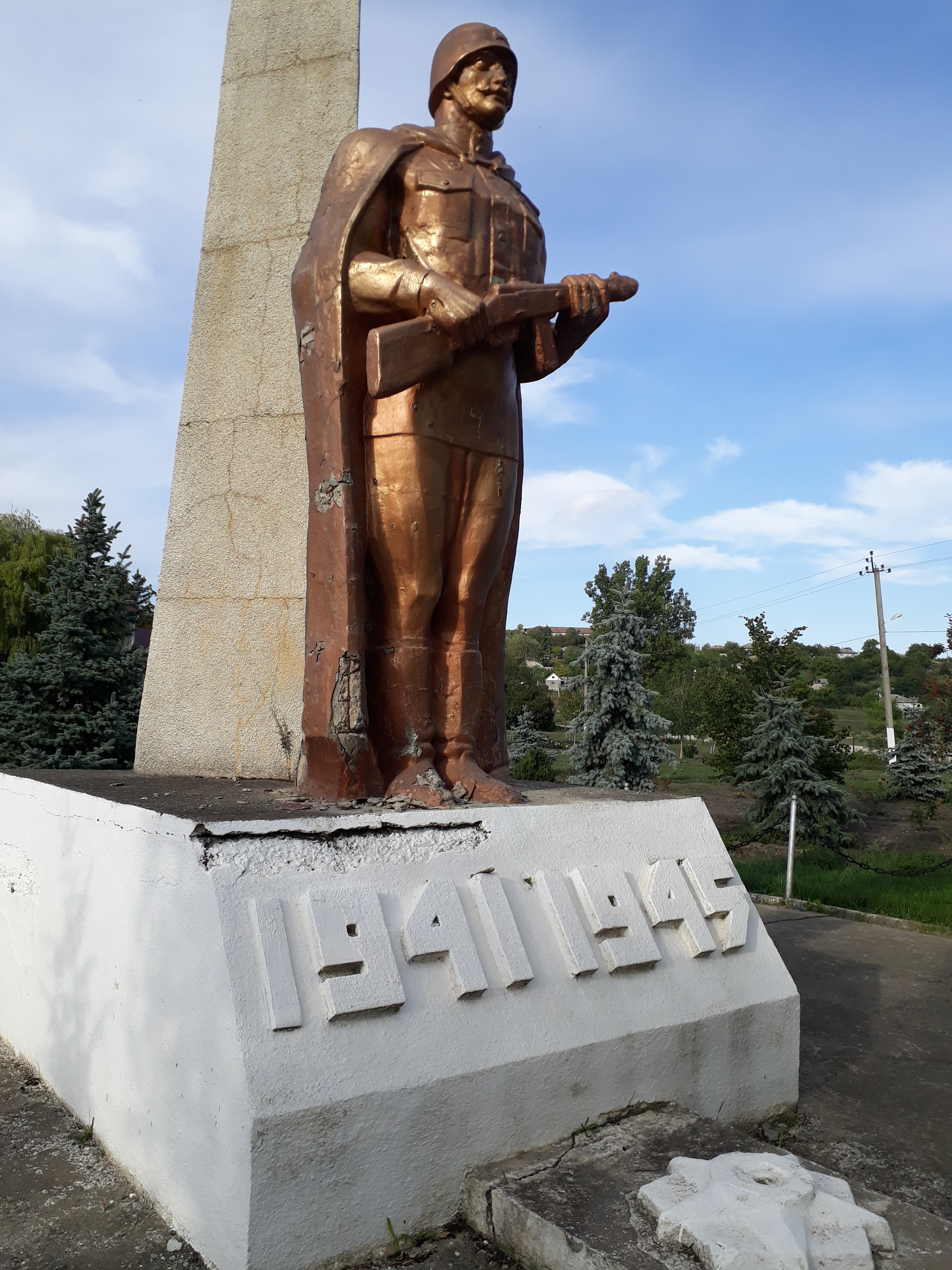
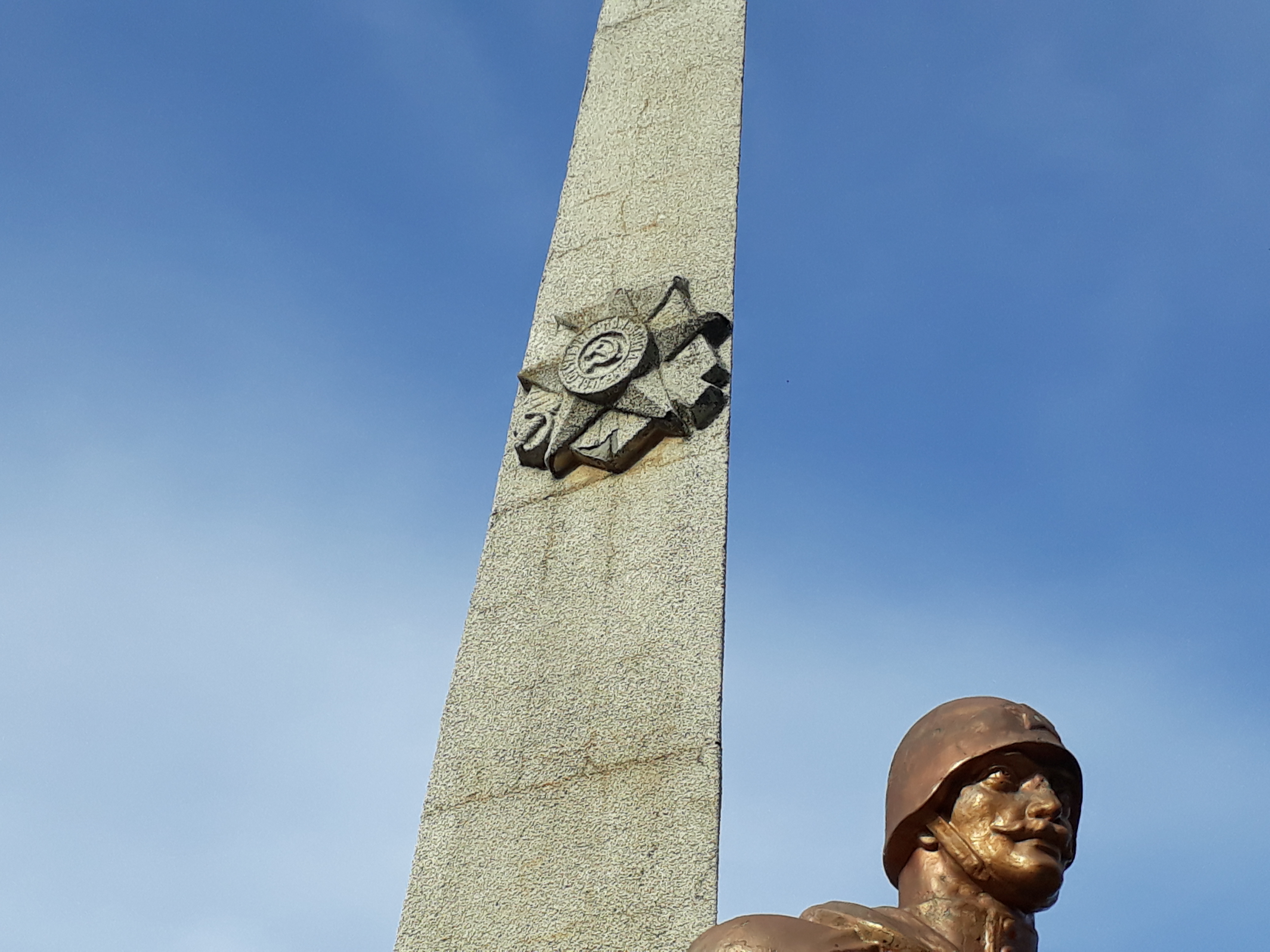
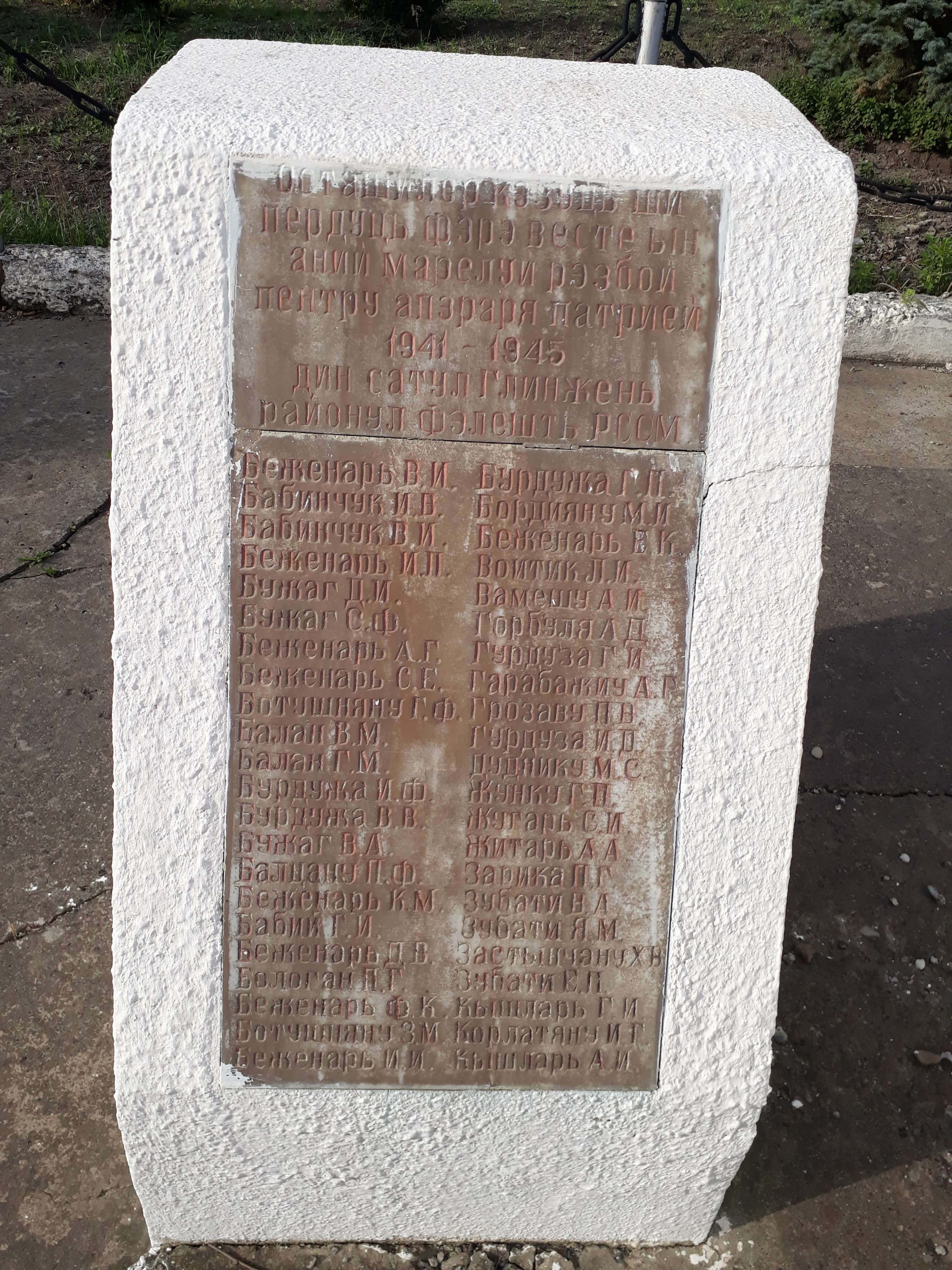
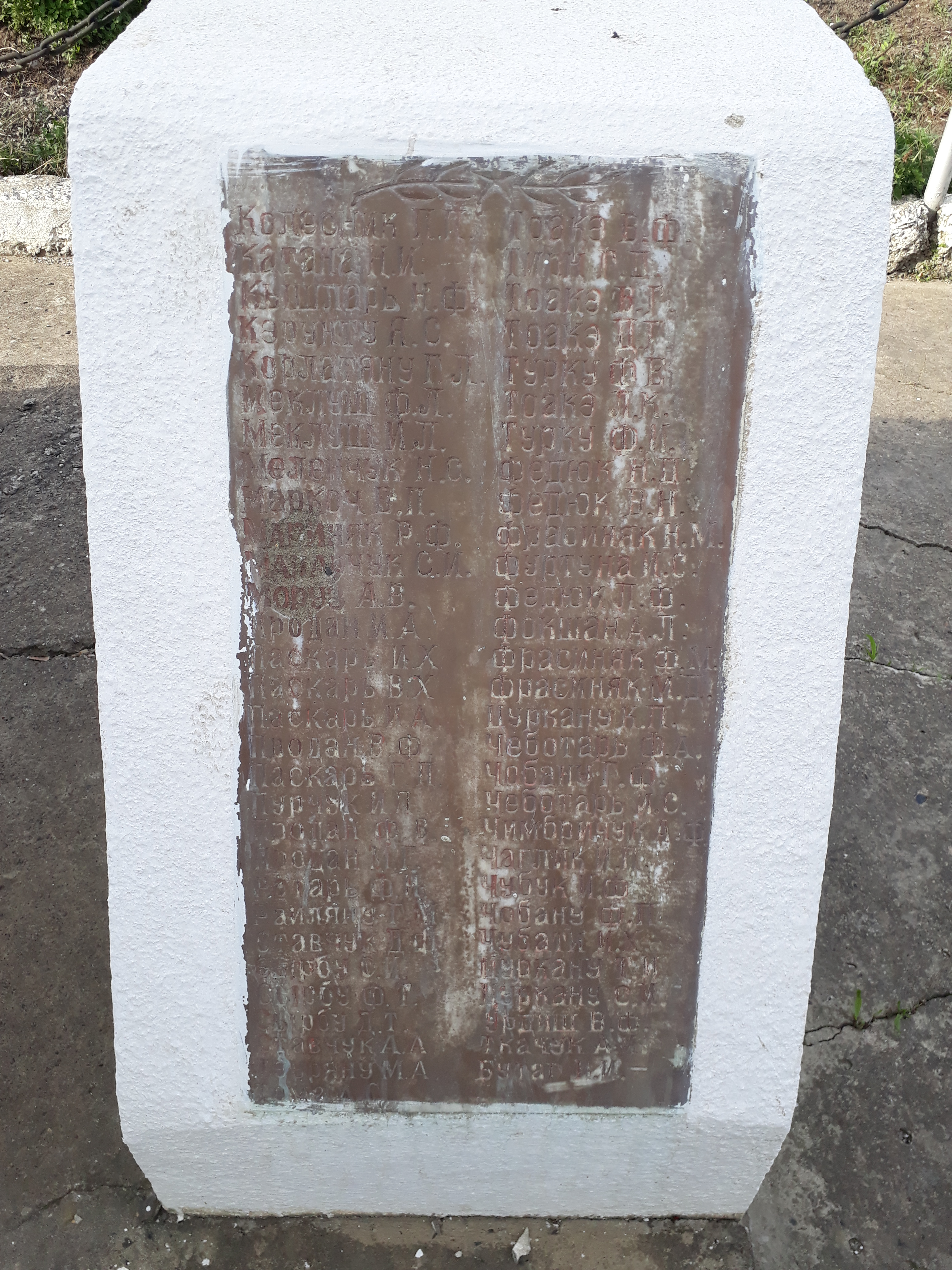

Biserica „Adormirea Maicii Domnului” din localitate, monument ocrotit de stat.
Monumentul în memoria consătenilor căzuți în Al Doilea Război Mondial.